# Sarah McAuley
Pour les articles homonymes, voir McAuley.
Sarah McAuley est une joueuse de hockey sur gazon irlandaise évoluant au poste de défenseure au Muckross HC et pour l'équipe nationale irlandaise.

## Biographie
- Naissance le 25 septembre 2001.

## Carrière
Elle a fait partie de l'équipe nationale pour concourir aux Jeux olympiques d'été de 2020 à Tokyo.